# Anemia aplástica
Anemia aplástica, aplasia medular ou anemia ablástica (do grego, a+plasis, sem formação) é uma rara doença hematológica caracterizada pela produção insuficiente de células sanguíneas na medula óssea. Afeta os três grupos de elementos sanguíneos: glóbulos vermelhos, glóbulos brancos e plaquetas.  Afeta 1 em cada 1 milhão de habitantes no ocidente, independente de gênero, sendo mais comum em menores de 25 anos e 4 vezes mais comum no extremo oriente.
O termo médico anemia está relacionado a uma baixa concentração de hemoglobina (a proteína que dá cor vermelha ao sangue). Por estar dentro das hemácias, a anemia também é relacionada a deficiência de glóbulos vermelhos. Leucopenia significa diminuição de leucócitos e a diminuição de plaquetas. A diminuição das três linhagens celulares sanguíneas é chamada de pancitopenia e uma das causas de pancitopenia a aplasia de medula. Se o declínio na produção de células é leve pode ser chamada de anemia hipoplástica (hipo significa "pouco" em grego).

## Causas
Na maioria dos casos a causa da destruição da medula óssea vermelha não é confirmada, mas estima-se que 80% dos casos é adquirida e 20% é genética. Dentre as possíveis causas se destacam:
- Mutações genéticas: Anemia de Fanconi, disceratose congênita, mutação no gene TERC ou TERT (anemia aplásica familiar), Síndrome de Shwachman-Diamond ou anemia de Diamond-Blackfan.[4]
- Autoimunidade: A supressão da hematopoiese (produção de elementos do sangue) é mediada por um excesso de linfócitos T citotóxicos CD8+ HLA-DR+, produzindo grandes quantidades de citocinas inibitórias como interferón gama e factor de necrose tumoral.
- Diversos medicamentos tem pequenas probabilidades de causar insuficiência medular, por exemplo cloranfenicol (1 em 40.000 pacientes que usam esta medicação desenvolve anemia aplástica), carbamazepina, fenitoína e compostos com ouro.
- Intoxicação constante a quinino ou benzeno;
- Radiação ionizante: Marie Curie faleceu com aplasia medular;[5]
- Infecção por vírus: vírus das hepatites A, B e C], Epstein-Barr, citomegalovírus, parvovírus B19 e HIV podem causar anemia aplástica em até 2% dos infectados.
- Raramente pode ser desencadeada pela gravidez e melhorar com o parto.

## Sinais e sintomas

Hematopoiese humana normal. Na anemia aplástica toda hematopoiese está prejudicada.

Portadores desta patologia sofrem com:
- Sinais de falta de hemácias (anemia): Fatiga, fraqueza, palidez, tontura, taquicardia falta de ar com exercício.
- Sinais de falta de plaquetas (trombocitopenia): Sangramentos mesmo por golpes e feridas mínimos, produzindo hematomas pela pele e sangramentos difíceis de conter;
- Sinais de falta de leucócitos (leucopenia): vulnerabilidade a infecções prolongadas com agravamento, podendo chegar a quadro de septicemia.

## Diagnóstico
Após um exame clínico sugestivo de anemia, deve-se pedir um hemograma, com contagem de reticulócitos e um mielograma. Se verificada a pancitopenia, deve-se pedir uma biópsia de medula óssea. Verificar aplasia medular (diminuição do número de células com substituição por tecido gorduroso) confirma o diagnóstico.
Dosagem de vitamina B12 e ácido fólico servem para diferenciar de anemia megaloblástica (uma anemia nutricional), sorologias para infecções virais. Tipagem de HLA ( tipagem de antígeno de histocompatibilidade) serve para avaliar possíveis doadores de medula.

## Diagnóstico Diferencial
- Síndrome mielodisplásica: Nesse caso as células do sangue são produzidas, mas com deformações que as impedem funcionar corretamente.
- Lúpus eritematoso sistêmico;
- Septicemia;
- AIDS;
- Malária;
- Deficiência de vitamina B12 e ácido fólico.

## Tratamento
Apenas 25% dos pacientes possuem doadores de medula óssea compatíveis (HLA) e podem fazer o transplante de medula óssea.
Na maioria dos casos o tratamento é a imunossupressão do sistema imunológico, responsável por suprimir a hematopoiese (produção sanguínea), com um esquema combinado de três drogas, por exemplo uma imunoglobulina antitimocítica, uma ciclosporina e um corticoide.
Deve-se utilizar todas as vezes necessárias a transfusão seja de plaquetas ou de hemácias juntamente com profilaxias antibióticas, pois as infecções resultam a maior causa de mortalidade nesta doença.

## Prognóstico
O seguimento é feito com exames laboratoriais trimestrais como hemograma, função renal e função hepática devem ser feitos semanalmente; e sorologias a cada seis meses. Alguns pacientes podem se curar apenas com imunossupressão e interrompendo a causa (medicamento, toxina ou vírus).
Recaídas e novas doenças medulares de início tardio são comuns independente da resposta ao tratamento, principalmente hemoglobinúria paroxística noturna, síndrome mielodisplásica e leucemias. A sobrevivência 5 anos é de mais 85% nos mais jovens e em casos moderados. A sobrevivência em 10 anos é de 73% no caso de transplante de células hematopoiéticas, sendo melhor caso o transplante seja de um parente próximo e em menores de 40 anos.
Se o paciente é refratário ao tratamento imunossupressor, a única solução e a mais eficaz é o transplante de medula óssea, feito preferencialmente de um doador consanguíneo, ou no caso da ausência deste, de doador externo. Ao recorrer ao transplante, o paciente passa por tratamentos quimioterápicos e radioterápicos, para reduzir o risco de rejeição e de GVHD.
A quelação de ferro deve ser feita a cada 20-25 unidades de sangue transfundidas. Antibióticos diários e vacinas podem ser usados para prevenir infecções.
No caso do paciente responder bem ao tratamento com corticosteroides, ciclosporina e ATG e não necessitar de mais transfusões de sangue inteira ou de plaquetas interromper os imunossupressores pode causar uma recaída, mas é importante para evitar infecções.